# Reino de Finlandia (1918)
El Reino de Finlandia fue una monarquía constitucional de corta duración creada después de la Independencia de Finlandia del Imperio ruso en 1917 y que se prolongó hasta la renuncia al trono del rey Carlos I en 1918.
El parlamento de Finlandia eligió el 9 de octubre de 1918 al príncipe Federico Carlos de Hesse-Kassel, Landgrave de Hesse, de la casa de Hesse-Kassel, y se le coronó como Carlos I, rey de Finlandia y Karelia, duque de Åland, gran príncipe de Laponia y conde de Kaleva y el Norte (en finés: Kaarle I, Suomen ja Karjalan kuningas, Ahvenanmaan herttua, Lapinmaan suuriruhtinas, Kalevan ja Pohjolan isäntä).
Carlos I renunció al trono el 14 de diciembre de 1918. Seguidamente Finlandia adoptó una constitución republicana.

## Historia
Finlandia había declarado su independencia de lo que era el antiguo Imperio ruso, en este tiempo envuelto en la Guerra Civil Rusa, el 6 de diciembre de 1917. Al tiempo de la declaración de independencia, los monárquicos eran una minoría en el Parlamento finlandés, y Finlandia fue declarada una república. Siguió una guerra civil, y más tarde, mientras que el prorrepublicano Partido Socialdemócrata de Finlandia era excluido del Parlamento y antes de que se adoptara una nueva constitución, Federico Carlos fue elegido para el trono de Finlandia el 9 de octubre de 1918.

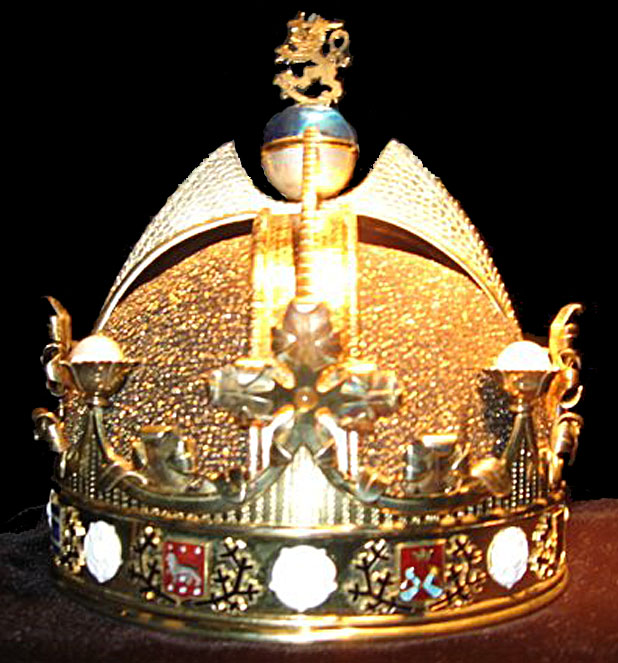
Modelo de la Corona diseñada para el monarca finlandés. La verdadera corona nunca fue construida. Este modelo fue construido a partir de dibujos originales en la década de 1980.

Lituania ya había dado un paso similar en julio de 1918, eligiendo a Guillermo Carlos, Duque de Urach, conde de Wurtemberg, como rey Mindaugas II de Lituania. En Letonia y Estonia, una "Asamblea General Provincial" consistente en aristócratas de origen germano-báltico había solicitado al emperador alemán Guillermo II, reconocer las provincias bálticas como una monarquía conjunta y un protectorado alemán. Consecuentemente Adolfo Federico, Duque de Mecklemburgo-Schwerin, fue nominado Duque del "Ducado Unido del Báltico" por los alemanes.
La Finlandia independiente inicialmente tenía, como las provincias bálticas, estrechos lazos con el Imperio alemán. Alemania fue la única potencia internacional que había dado apoyo a los preparativos de independencia, sobre todo mediante el entrenamiento de voluntarios como tropas Jägers finlandesas. Alemania también había intervenido en la guerra civil finlandesa, a pesar de su propia precaria situación. La posición de Finlandia vis-a-vis con Alemania ya estaba evolucionando hacia un protectorado para la primavera de 1918, y la elección del príncipe Federico Carlos, cuñado de Guillermo II, era vista como una confirmación de las estrechas relaciones entre las dos naciones.

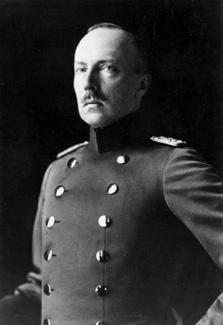
Rey Carlos I de Finlandia.

La adopción de una nueva constitución monárquica había sido retrasada (ya que no conseguía la requerida mayoría cualificada), y la legitimidad de la elección real estaba basada en el Instrumento de Gobierno de 1772, adoptado bajo el rey Gustavo III de Suecia, cuando Finlandia había formado parte de Suecia. El mismo documento constitucional había servido como base para el gobierno de los emperadores rusos, como Grandes Duques de Finlandia, durante el siglo XIX.
El miembro del Parlamento finlandés Gustaf Arokallio sugirió la designación monárquica de "Carlos I, Rey de Finlandia y Karelia, Duque de Åland, Gran Duque de Laponia, Señor de Kaleva y el Norte" (en finés: Kaarle I, Suomen ja Karjalan kuningas, Ahvenanmaan herttua, Lapinmaan suuriruhtinas, Kalevan ja Pohjolan isäntä; en sueco: Karl I, Kung av Finland och Karelen, hertig av Åland, storhertig av Lappland, herre över Kaleva och Pohjola).
Para el 9 de noviembre de 1918, Guillermo II había abdicado y Alemania fue declarada una república. Dos días más tarde, el 11 de noviembre de 1918, fue firmado el armisticio entre los beligerantes de la I Guerra Mundial. Poco se conoce sobre el punto de vista de las potencias Aliadas sobre la posibilidad de que un príncipe alemán de nacimiento alcanzara a ser Rey de Finlandia. Sin embargo, las advertencias recibidas desde el Oeste convencieron al gobierno finlandés del primer ministro Lauri Ingman —un monárquico él mismo— para pedir al príncipe Federico Carlos a renunciar a la corona, que oficialmente todavía no había llegado a llevar en Finlandia.
El elegido rey Federico Carlos renunció al trono el 14 de diciembre de 1918. Los partidos republicanos ganaron tres cuartas partes de los asientos del parlamento en las elecciones de 1919 y Finlandia subsecuentemente adoptó una constitución republicana.

## Otros estados similares
Durante la I Guerra Mundial, el Imperio alemán participó en la creación de varios estados satélites clientelares en territorios que anteriormente habían pertenecido al Imperio ruso. Estos estados, sin embargo, eran nominal y plenamente independientes y soberanos:
- Estado Ucraniano - Hetmanato
- República Popular Bielorrusa
- Reino de Lituania (1918)
- Ducado de Curlandia y Semigalia (1918)
- Ducado Unido del Báltico
- Reino de Polonia (1916-1918)